# Robert Guglielmone
Robert Eric Guglielmone (ur. 30 grudnia 1945 w Nowym Jorku) – amerykański duchowny katolicki, biskup Charlestown w metropolii Atlanta w latach 2009–2022.

## Życiorys
Ukończył St. John’s University w dzielnicy Queens (dyplom z pedagogiki). Został nauczycielem w jednej ze szkół średnich, kontynuując jednocześnie studia na New York University. Idąc za głosem powołania zrezygnował z dotychczasowego życia i wstąpił do seminarium duchownego w Huntington. Święcenia kapłańskie otrzymał 8 kwietnia 1978 i został kapłanem diecezji Rockville Centre. Od 1986 był dyrektorem formacji i dziekanem seminarzystów na swej alma mater. Pracował w latach późniejszych m.in. jako proboszcz katedry i diecezjalny dyrektor ds. duchowieństwa. Prałat honorowy Jego Świątobliwości od 1996 roku.
24 stycznia 2009 mianowany ordynariuszem diecezji Charleston w Karolinie Południowej. Sakry w miejscowej katedrze udzielił mu kardynał Edward Egan. 
22 lutego 2022 papież przyjął jego rezygnację z pełnionego urzędu, złożoną ze względu na wiek. 